# Nouméa
Nouméa je administrativno središte francuskog prekomorskog departmana Nove Kaledonije, na jugozapadu Tihoga oceana, od 97 579 stanovnika na užem području, a 163 723 u širem okruženju grada.

## Geografska obilježja
Nouméa leži na jugozapadnoj obali najvećeg otoka Grande Terre u odličnoj prirodnoj dubokoj luci zaštićenoj od olujnih oceanskih vjetrova otočićem Nou i koraljnim grebenom. Pored tog luka je zaštićena i lukobranom dugim 442 metara. Kao naselje osnovana je 1854. pod imenom Port-de-France.Nouméa je okružena niskim brdima, i danas lijepo uređen grad, s vrlo suvremenim građevinama.

## Znamenitosti
Najveće znamenitosti grada su katedrala sv. Josipa, podignuta od kamena, velika tržnica na otvorenom i akvarij s koraljima. Zgrada koju je između 1995. i 1998. projektirao i podigao talijanski arhitekt Renzo Piano za Kulturni centar Jean-Marie Tjibaou, koji ima zadatak njegovati kulturu lokalnog domorodačkog stanovništva Kanak danas je također postala velika atrakcija grada.

## Gospodarstvo i promet
Gradsko gospodarstvo danas se temelji većinom na turizmu. Pored grada na Vodopadu Yaté podignuta je hidroelektrana, a u mjestu Duiambo, radi talionica nikla.
Nouméa ima čak dvije međunarodne zračne luke: veću Tontoutu (IATA: NOU, ICAO: NWWW) udaljenu 52 km sjeverozapadno od grada, i manju Magentu (IATA: GEA, ICAO: NWWM) udaljenu svega 3 km od središta.

## Vanjske poveznice
|  | Zajednički poslužitelj ima još gradiva o temi Nouméa |

- Službene stranice grada
- Nouméa na portalu Encyclopædia Britannica